# Aponogeton stuhlmannii
Aponogeton stuhlmannii är en enhjärtbladig växtart som beskrevs av Adolf Engler. Aponogeton stuhlmannii ingår i släktet Aponogeton och familjen Aponogetonaceae. IUCN kategoriserar arten globalt som livskraftig. Inga underarter finns listade.